# Jan Wogel
Jan Helge Harald Wogel, född 31 december 1960 i Norrköping, är en svensk samhällsdebattör och IT-entreprenör.
Jan Wogel var på 1980- och 90-talet aktiv i Svenska freds- och skiljedomsföreningen  och Association for Progressive Communication. Han var en av initiativtagarna till Peacenet Sweden (senare Nordnet) som via en modempool i slutet av 1980-talet erbjöd en av de allra första möjligheterna för vanligt folk i Sverige att kunna komma ut på internet. Peacenet Sweden hade betydelse för informationsspridningen mellan öst och väst under kalla kriget och vid tiden för Sovjetunionens sammanbrott.